# Liste der Kulturdenkmäler in Hochdorf-Assenheim
In der Liste der Kulturdenkmäler in Hochdorf-Assenheim sind alle Kulturdenkmäler der rheinland-pfälzischen Ortsgemeinde Hochdorf-Assenheim aufgeführt. Grundlage ist die Denkmalliste des Landes Rheinland-Pfalz (Stand: 18. Juli 2022).

## Einzeldenkmäler
| Bezeichnung                        | Lage                                                                                   | Baujahr                                   | Beschreibung | Bild                           |
| ---------------------------------- | -------------------------------------------------------------------------------------- | ----------------------------------------- | --- | ------------------------------ |
| Grabmäler                          | Assenheim, Friedhofstraße, auf dem Friedhof Lage                                       | ab 1912                                   | Friedhof 1737 angelegt, 1835, 1905 und 1970 erweitert; zwei Grabmäler: Familie J. Fix, Portalarchitektur, 1919; Familie Chor, Portalarchitektur, Gussstein, 1912                            | weitere Bilder Fotos hochladen |
| Protestantische Pfarrkirche        | Assenheim, Langstraße 23 Lage                                                          | 1752–58                                   | spätbarocker Saalbau mit Mansarddach, 1752–58; ortsbildprägend | weitere Bilder Fotos hochladen |
| Rathaus                            | Assenheim, Langstraße 25 Lage                                                          | 1712                                      | ehemaliges Rathaus; barocker Walmdachbau, teilweise Fachwerk, bezeichnet 1712; ortsbildprägend                                                                                              | weitere Bilder Fotos hochladen |
| Friedhofskreuz und Grabkreuze      | Hochdorf, Am Dorfgraben, auf dem Friedhof Lage                                         | 18. Jahrhundert                           | Friedhof in den 1820/30er Jahren angelegt, um 1855, um 1910 und 1975 erweitert; - Friedhofskreuz, Sandstein, bezeichnet 1758; - in der Umfassungsmauer Grabkreuze, 18. Jahrhundert          | Fotos hochladen                |
| Katholische Pfarrkirche St. Petrus | Hochdorf, Hauptstraße 51 Lage                                                          | ab der ersten Hälfte des 12. Jahrhunderts | spätbarocker Saalbau, bezeichnet 1756, Erweiterung 1973/74; ehemaliger Chorflankenturm, im Kern mittelalterlich (erste Hälfte des 12. Jahrhunderts?), Glockengeschoss 1923; mit Ausstattung | weitere Bilder Fotos hochladen |
| Katholisches Pfarrhaus             | Hochdorf, Hauptstraße 53 Lage                                                          | 1756                                      | repräsentativer sandsteingegliederter Putzbau, 1756; Mannpforte bezeichnet 1596, Torfahrt bezeichnet 1718; Teil der Umfassungsmauer, 16. bis 18. Jahrhundert                                | Fotos hochladen                |
| Wohnhaus                           | Hochdorf, Hauptstraße 78 Lage                                                          | um 1800                                   | eingeschossiges Wohnhaus mit Krüppelwalmdach, wohl um 1800; bauzeitliche Fachwerkscheune | Fotos hochladen                |
| Schul- und Rathaus                 | Hochdorf, Hauptstraße 83 Lage                                                          | 1819                                      | ehemaliges Schul- und Rathaus; eingeschossiger sandsteingegliederter Putzbau, bezeichnet 1819                                                                                               | Fotos hochladen                |
| Wohnhaus                           | Hochdorf, Hauptstraße 97 Lage                                                          | 1777                                      | spätbarockes Wohnhaus, Torfahrt bezeichnet 1777 | Fotos hochladen                |
| Hofanlage                          | Hochdorf, Hauptstraße 110 Lage                                                         | 1782                                      | ehemaliges Gut des Johanniterordens; spätbarocker Hakenhof, bezeichnet 1782; eingeschossiger Krüppelwalmdachbau, teilunterkellerte Bruchsteinscheune; klassizistische Torpfosten            | Fotos hochladen                |
| Kapelle                            | Hochdorf, Hauptstraße, bei Nr. 166 Lage                                                | 1785                                      | spätbarocke Stationskapelle, bezeichnet 1785 | Fotos hochladen                |
| Wegekreuz                          | Hochdorf, südlich des Ortes an der K 18; Flur Ober dem Dorfgraben, Dritte Gewanne Lage | 1858                                      | Wegekreuz; Missionskreuz, bezeichnet 1858 | Fotos hochladen                |